# Cornwallis Maude (1er vicomte Hawarden)
Cornwallis Maude, 1er vicomte Hawarden (19 septembre 1729 - 23 août 1803) est un pair et un homme politique anglo-irlandais.

## Biographie
Il est le fils de Robert Maude, 1er baronnet, et de son épouse Eleanor Cornwallis.
Il succède à son frère aîné, Thomas Maude, 1er baron de Montalt en 1777. Il est député de l'arrondissement de Roscommon à la Chambre des communes irlandaise entre 1783 et 1785. Il est créé le 29 juin 1785, baron de Montalt d'Hawarden dans la pairie d'Irlande. Il est ensuite créé vicomte Hawarden, également dans la pairie irlandaise, le 5 décembre 1793.
Il a 16 enfants avec 3 femmes différentes.